# Sylvain Bertot
Sylvain Bertot est un journaliste musical et blogueur français spécialisé dans la musique hip-hop.

## Biographie

### Journalisme en ligne et blogging
Il est le rédacteur en chef des webzines spécialisés dans le hip-hop Nu Skool et Hip Hop Section dans les années 2000, jusqu'à leur fermeture. Hip Hop Section ferme en 2004.
Il fait également partie des fondateurs du webzine Popnews, sur lequel il s'occupe des chroniques sur le hip-hop. Il écrit également sur son blog personnel, Fake for Real, qui dispose de forums.

### Publication d'ouvrages chez Le Mot et le Reste
En 2012, il sort Rap, hip-hop : Trente années en 150 albums, de Kurtis Blow à Odd Future chez Le Mot et le Reste, dans lequel il retrace le parcours de la musique hip-hop à travers des critiques d'albums. Selon le webzine FoxyLounge, « En allant du plus ancien au plus récent, du plus connu au plus underground, de la côte est à la côte ouest, il tente de brasser toutes les tendances et styles du rap ». Ce livre est principalement centré sur le rap américain, mais il couvre également des albums français, britanniques et canadiens. En 2021, il publie une version augmentée et actualisée de Rap, hip-hop.
Lorsqu'il s'adresse à Le Mot et le Reste pour la première fois pour publier un livre, il leur propose de publier un livre sur le rap indépendant, mais l'éditeur lui suggère de d'abord sortir un livre plus généraliste sur le hip-hop. En 2014, ce projet voit le jour avec Rap indépendant,.
En 2017, il sort Mixtape : Un format musical au cœur du rap. Dans la première partie du livre, il dresse une histoire du format mixtape dans le hip-hop ; et dans la seconde, il répertorie cent mixtapes qu'il chronique. Le webzine SwampDiggers remarque que sur les 100 mixtapes répertoriées, seulement dix sont sorties avant 2000, le livre étant plus porté sur « « l'âge d'or » de la mixtape ».
En 2019, il publie Ladies First : Une anthologie du rap au féminin, centré sur les femmes dans le rap. D'après le webzine Toute la culture, il y « explore les raisons sociologiques et artistiques qui ont mis les femmes au second plan » au sein de ce genre musical. Il tente également de mettre en lumière les apports faits par des femmes pour le hip-hop,. Pour le webzine Litzic, le livre s'inscrit « dans une démarche non pas féministe mais de réhabilitation de la place des femmes dans ce courant musical ». Ladies First propose également une anthologie chronologique de 100 œuvres de rap féminin et un lexique.